# Tonel și Vieru sau Despre rostul cântării
Tonel și Vieru sau Despre rostul cântării este un film românesc din 1995 regizat de Mugurel Vasiliu.